# 1253

## Починали
- Анри I, кипърски крал